# إصابة الإجهاد التشغيلي
إصابة الإجهاد الجراحي أو OSI مصطلح غير سريري وغير طبي يشير إلى صعوبة نفسية مستمرة ناجمة عن تجارب مؤلمة أو ارتفاع ضغط أو تعب طويل أثناء الخدمة كعضو عسكري أو مستجيب أول. لا يحل المصطلح محل أي تشخيصات أو اضطرابات فردية، بل يصف فئة من مخاوف الصحة العقلية المرتبطة بالتحديات الخاصة التي يواجهها هؤلاء الأفراد العسكريون أو أول المستجيبين في خدمتهم. لا يوجد حتى الآن تعريف ثابت واحد. تم تصور هذا المصطلح لأول مرة داخل القوات المسلحة الكندية للمساعدة في تعزيز فهم تحديات الصحة العقلية الأوسع التي يواجهها الأفراد العسكريون الذين تأثروا بالتجارب المؤلمة والذين يواجهون صعوبة نتيجة لذلك. يشمل OSI عددًا من التشخيصات الموجودة في نظام تصنيف الدليل التشخيصي والإحصائي للاضطرابات النفسية (DSM)، حيث يكون الخيط المشترك بمثابة ارتباط بالتجارب التشغيلية للمصابين. اكتسب هذا المصطلح زخمًا خارج المجتمع العسكري كطريقة مناسبة لوصف التحديات المماثلة التي يعاني منها أولئك الذين يعرضهم عملهم بانتظام إلى الصدمة، ولا سيما المستجيبون الأولون في حالات الطوارئ في الخطوط الأمامية مثل على سبيل المثال لا الحصر الشرطة ورجال الإطفاء والمساعدين والمسؤولين الإصلاحيين، ومرسلو الطوارئ. المصطلح الذي يستخدم حاليًا في الغالب داخل كندا، يزداد أهمية في تطوير التشريعات والسياسات والعلاجات والفوائد في المجتمعات العسكرية والمجتمعات المستجيبة الأولى.

## تاريخ
وقد يعاني العسكريون الذين يعانون من صدمة في زمن الحرب من آثار نفسية موهنة من تجاربهم، وقد وجدت الأبحاث التاريخية إشارات أدبية إلى هذه الحزم النفسية عبر التاريخ المسجل. خلال حقبة الحرب العالمية الأولى، ظهرت الأعراض النفسية التي عانى منها الجنود في الحرب ليشير إليها باسم «صدمة قذيفة». هذا تقدم من قبل الحرب العالمية الثانية إلى أن يسمى «تعب المعركة» أو «مكافحة رد فعل الإجهاد». مع استمرار البحث وتقدم فهم علم النفس والطب النفسي، أصبح تدريجيا أكثر فهما خلال القرن العشرين أن تجربة الصدمة يمكن أن يكون لها مجموعة متنوعة من الآثار النفسية والعاطفية التي كانت طبية حقا في الطبيعة. تركز الأبحاث بشكل متزايد على تطوير التعريفات السريرية واستكشاف خيارات العلاجات والعلاجات. تم تطوير مصطلح «اضطراب ما بعد الصدمة» (PTSD) لإدراجه في DSM-III في الثمانينيات. في حين أن حالة ليست تقتصر على أولئك الذين عانوا من الصدمة في زمن الحرب، إلا أن اضطراب ما بعد الصدمة غالباً ما يرتبط بالجنود العائدين من زمن الحرب.
في عام 2001، صاغ اللفتنانت كولونيل ستيفان غرينييه القوات الكندية مصطلح «إصابة الإجهاد العملياتي» لوصف إصابة عقلية أو عاطفية تعرض لها أحد الجنود أثناء خدمتهم. تم تصميم المصطلح لتوسيع فهم اضطرابات الصحة العقلية المتعلقة بالخدمة إلى ما بعد اضطراب ما بعد الصدمة فقط، ولإدراج التشخيصات السريرية الأخرى المرتبطة بالصدمة. تم اختيار كلمة «إصابة» للمساعدة في تغيير وجهة نظر هذه الاضطرابات من أجل مدها بنفس الشرعية في الخطاب مثل الإصابات الجسدية، وللمساعدة في تقليل الوصمة المحيطة بالصحة العقلية. ووصفت القوات الكندية، وهي ليست تشخيصًا بحد ذاتها، إصابة الإجهاد التشغيلي بأنها «مجموعة من التشخيصات المرتبطة بالإصابات التي تحدث كجزء من العمليات»، والأكثر شيوعًا من اضطراب ما بعد الصدمة، والاكتئاب الشديد، والقلق العام.
بحلول عام 2016، اعترفت اللجنة الدائمة البرلمانية الكندية للسلامة العامة والأمن القومي بأن OSIs مشكلة تواجهها جميع منظمات المستجيبين الأولى، وليس فقط الجيش. اعتبارًا من أواخر عام 2016، يستكشف برلمان كندا إستراتيجية وطنية لمعالجة OSIs في مختلف مهن السلامة العامة. المصطلح ليس له حتى الآن أي استخدام منتظم خارج كندا.

## تشخيصات شائعة
لا يزال مفهوم إصابة الإجهاد التشغيلي ناشئًا ومتطورًا، ولا يوجد حتى الآن تعريف ثابت مقبول بشكل عام. ومع ذلك، فقد حددت الأبحاث داخل الجيش الكندي العديد من الاضطرابات الأكثر شيوعًا المرتبطة بالتجارب المؤلمة المتعلقة بالخدمة، والتي تم قبولها بشكل عام على أنها مدرجة في المصطلح. تخضع نفس الظروف النفسية لدراسة كبيرة ومناقشة حول السياسة العامة بين مهن المستجيب الأول. قد يكون اثنان أو أكثر من هذه التشخيصات مرضًا مصاحبًا، وقد يوجد المرض المشترك أيضًا مع إصابات جسدية أو أمراض.

## اضطراب ما بعد الصدمة
اضطراب الإجهاد بعد الصدمة، أو اضطراب ما بعد الصدمة، هو من بين التشخيصات الفردية الأكثر شيوعًا المرتبطة بالتعرض للصدمة في الخدمة العسكرية أو أول المستجيبين. يرتبط اضطراب ما بعد الصدمة باضطرابات القلق، ويرتبط بإعادة التعرض للأحداث المؤلمة التي تحدث بشكل متطفل وغير مرغوب فيه. أولئك الذين يعانون من اضطراب ما بعد الصدمة غالبا ما تسعى إلى تجنب وقد يكون سببها المحفزات التي تسبب تذكر تعرضهم للصدمة. قد تشمل الأعراض عدم القدرة على النوم والغضب والتهيج والخوف وفرط اليقظة وفرط الحساسية. وجدت دراسة أجريت على أكثر من 30,000 جندي كندي في أعقاب عمليات النشر في أفغانستان ويوغوسلافيا السابقة أن 8.9% من مجموعة الدراسة يعانون من اضطراب ما بعد الصدمة بعد فترة متابعة متوسطها أربع سنوات تقريبًا.

## اكتئاب
يشير الاكتئاب بشكل عام إلى اضطراب اكتئابي كبير أو اضطرابات مزاجية ذات صلة. يعتقد على نطاق واسع أن الاكتئاب هو أكثر تشخيصات الصحة العقلية انتشارًا التي يواجهها الأفراد العسكريون والمستجيبون الأوائل، وهو ما يمثل جزءًا كبيرًا من أولئك الذين لا يستطيعون العمل بشكل كامل أو على الإطلاق لأسباب تتعلق بالصحة العقلية. وجدت الأبحاث التي أجريت داخل القوات المسلحة الكندية أن ما لا يقل عن 8% من أفراد الجيش الكندي بدوام كامل تظهر عليهم أعراض الاكتئاب الشديد.

## اضطرابات القلق
اضطرابات القلق، بما في ذلك اضطراب القلق العام، واضطراب التوتر الحاد، واضطراب القلق الاجتماعي، وغيرها من التشخيصات ذات الصلة هي أيضا في كثير من الأحيان في المجتمع العسكري والاستجابة الأولى. في حين أن اضطراب ما بعد الصدمة يقع تحت فئة أكبر من اضطرابات القلق، فإنه غالبا ما يعتبر بشكل واضح بسبب انتشاره أكبر من اضطرابات القلق الأخرى. اضطرابات القلق تظهر في كثير من الأحيان في شكل الإجهاد المنهكة والقلق التي يعاني منها الضحية في وجود أو توقع المحفزات. القلق قد يكون تعطيل في أنه قد يجعل شخص غير قادر على التعامل بشكل جيد أو على الإطلاق مع الوضع الذي سيكون عادة ضمن قدراتهم في غياب القلق السريري. وقد وجدت البحوث العسكرية أن اضطرابات القلق أكثر انتشارا في أولئك الذين انتشروا في الصراعات النشطة. عندما يكون إجمالي اضطراب ما بعد الصدمة مع اضطرابات القلق الأخرى، هذه الفئة من تشخيص الصحة العقلية هي الأكثر انتشارا بين الأفراد العسكريين الكنديين مع انتشار.

## اضطراب التكيف
التشخيص الأقل شهرة ولكن غير المألوف بين العسكريين، اضطراب التكيف (يشار إليه أحيانًا بالاكتئاب الظرفي) يتميز بعدم قدرة الفرد على التكيف مع الضغوطات الخارجية، أو الأحداث الحياتية الرئيسية. على الرغم من اختلاف العرض التقديمي، فقد يشمل مزيجًا من أعراض الإجهاد الاكتئابي أو القلق أو ما بعد الصدمة التي لا تلبي العتبة السريرية لتلك الاضطرابات ذات الصلة. غالبًا ما يختفي اضطراب التكيف بمجرد أن يصبح الشخص قادرًا على التكيف مع الظروف الجديدة. من المحتمل أن يواجه الأفراد العسكريون والمستجيبون الأوائل تغييرات كبيرة في حياتهم في حياتهم المهنية، بما في ذلك عمليات الترحيل الجغرافي والتعرض لمعايير ثقافية مختلفة جدًا، وربما التأثير المتغير للحياة للإصابة أو المرض وعدم القدرة على الاستمرار في حياتهم المهنية.

## اضطراب متعلق بالمواد
كما يمكن إدراج الاضطراب المرتبط بالمخدرات، أو تعاطي الكحول أو المخدرات، في مظلة إصابة الإجهاد التشغيلي. الآثار النفسية المختلفة لمواد مختلفة، وخاصة الآثار الاكتئابية لاستهلاك الكحول الزائد، غالبا ما تكون بمثابة شكل من أشكال «الدواء الذاتي» لأولئك الذين يتعاملون مع الضغوطات أو الصدمات الأخرى. يمكن أن يُخفي إدمان الكحول أو المخدرات في كثير من الأحيان أو يعقّد علاج أعراض الاضطرابات الأخرى، وقد يحتاج إلى معالجة قبل أن يكون العلاج من الاضطرابات الكامنة فعالاً.

## انتحار
هناك صلة راسخة بين أعراض إصابة الإجهاد التشغيلي، وزيادة خطر الانتحار. وفي حين أن بيانات الانتحار والانتحار لمهن الجيش والسلامة العامة ليست شاملة، فإن هذه المهن ليست استثناءات للروابط الراسخة بين مختلف اضطرابات الصحة العقلية وزيادة خطر الوفاة عن طريق الانتحار.

## علاج
الاضطرابات المختلفة التي تسمى على نطاق واسع «إصابات الإجهاد التشغيلي» كل لديهم أجسادهم الخاصة من البحوث في العلاجات والعلاجات المختلفة. يمكن اعتبار معظم العلاجات إما الدوائية، مثل الأدوية المضادة للاكتئاب أو مضادات القلق، أو العلاج النفسي الاجتماعي، مثل العلاج السلوكي المعرفي. بالنسبة للعديد من المرضى، يتم استخدام نهج مشترك، مع الأدوية التي تساعد على استقرار المزاج والأعراض في حين أن العلاج السلوكي يساعد على معالجة الذكريات الكامنة، الإدراك، تقييمات الموقف، وأنماط التفكير الأخرى.
وتختلف مهن الجيش والسلامة العامة اختلافاً كبيراً بين الولايات القضائية المختلفة فيما يتعلق بما هو متاح من حيث العلاج. وعادة ما يغطي الأفراد العسكريون في الدول الغربية إلى حد ما الخدمات الصحية العسكرية الخاصة بهم، أو الإدارات الحكومية المكرسة لتقديم الخدمات للمحاربين القدماء، مثل شؤون المحاربين القدامى في كندا أو وزارة شؤون المحاربين القدامى في الولايات المتحدة. الشرطة ورجال الإطفاء والمسعفين والمهن الأخرى ذات الصلة سيكون لكل منها ترتيبات وفوائد مختلفة للرعاية الصحية اعتمادا على الخدمات الصحية ترتيبات التأمين في كل بلد، ولاية، مقاطعة، إقليم، أو البلدية.
وبالإضافة إلى مؤسسات الرعاية الصحية الرسمية، ظهرت العديد من المنظمات الشعبية أو منظمات دعم الأقران التي تمولها الدولة. تساعد العديد من هذه المنظمات المحاربين القدامى المتأثرين أو المستجيبين الأوائل على التواصل مع بعضهم البعض في إعدادات دعم الأقران المادية أو الافتراضية. وقد لعبت هذه المنظمات بشكل متزايد دوراً في التدخل في الأزمات، ومنع الانتحار، والدعم المستمر. وفي حين أن جهود دعم الأقران غير الرسمية لا تحل محل الرعاية السريرية المناسبة، فإنها تساعد بعض الموظفين المتضررين على البدء في قبول أنهم يعانون من إجهاد صادم أو غيره من الضغوط المرتبطة بمهنهم، والبدء في الوصول إلى الموارد السريرية.